# Biển Flores
Biển Flores là một vùng nước, bao phủ diện tích khoảng 240.000 km² (93.000 dặm vuông) ở miền tây Nam Thái Bình Dương.. Về mặt ngữ nghĩa kỹ thuật, nó là một phần của Thái Bình Dương, có ranh giới với Ấn Độ Dương.
Các biển và eo biển sau đây có ranh giới với biển Flores:
- Biển Java (từ phía tây)
- Biển Banda (từ phía đông)
- Biển Savu (từ phía tây nam)
- Eo biển Makassar (từ phía tây bắc), nằm giữa hai đảo Borneo và Sulawesi để thông vào biển Celebes.
- Ấn Độ Dương (từ phía nam).

Các đảo và quần đảo có ranh giới với biển này có quần đảo Sunda Nhỏ (hay Nusa Tenggara), bao gồm các đảo như Flores, Komodo và Sumbawa, nằm ở phía nam và đảo Celebes (tức Sulawesi) nằm ở phía bắc. Vịnh (teluk) Bone là vùng nước ăn sâu vào khu vực bờ biển thuộc đảo Sulawesi. Bồn địa của biển này có thể phân chia thành 4 khu vực địa văn học. Ở phía tây là một cao nguyên ngầm khá rộng, nằm ở độ sâu trung bình khoảng 500 m (1.650 ft); các ngọn núi ngầm nhô lên từ bờ này và thường có chỏm là các rạn san hô vòng. Ở phía nam là bồn địa Flores (nằm ngay phía bắc của đảo Flores), nơi mà biển này chìm xuống tới độ sâu lớn nhất của nó, ở độ sâu 5.140 m (16.860 ft). Ở phía bắc của vùng lõm này có 2 sống biển (trong đó phần kéo dài về phía tây cao hơn mặt nước biển và tạo thành đảo Selayar) kẹp hai bên sườn của một vùng lõm hẹp (sâu tối đa 3.370 m hay 11.060 ft) và kéo dài tới đảo Sulawesi. Khu vực cuối cùng, ở phía nam của vịnh Bone, nằm ở phía đông biển này, có ranh giới với biển Banda. Trong mùa đông, các dòng hải lưu bề mặt có xu hướng chảy về phía tây nam và chỉ đảo ngược trong mùa hè.
Các đảo có thể nhận dạng trong liên kết tới trang của NASA dưới đây là: Tanahjampea, Boneogeh, Bonerate, Kalaotoa.